# 美瓦竞技场
美瓦竞技场（德語：MEWA ARENA）是一座位于德国美因茨的多功能体育场，可容纳34,034名观众，于2011年7月3日正式投入使用，现为美因茨05足球俱乐部的主场 。该体育场在2016年7月1日前曾使用“科法斯竞技场（Corface Arena）”的称谓。

## 历史
2006年，为了保持经济竞争力，分析专家认为美因茨05足球俱乐部急切需要新建一座新的体育场以取代年久失修的布鲁赫路体育场。俱乐部青睐的解决方案是直接在哈滕贝格-明希费尔德区内原有体育场的后方新建一座球场，但这无论是在经济上还是在保障附近居民的噪音要求上都是不可行的。这同样适用于将原有体育场扩建为35000个坐席的专业足球场方案。
2007年，俱乐部初步规划在格森海姆以西约2公里的欧罗巴克莱塞尔（Europakreisel）兴建全新的多功能体育场。该体育场计划可容纳约35000名观众，并于2009/10赛季成为美因茨队的主场。由于该地点持续存在结构上的问题，美因茨市政府在此期间考虑也考虑了另外的三个发展用地：位于前海德堡水泥厂旧址附近的维森瑙、位于赫西斯海姆和埃伯斯海姆之间的新展会场地、以及位于威斯巴登的美因茨-卡斯特地区。但后者同时还存在着德乙联赛球队韦恩威斯巴登足球俱乐部，因此该选址还导致了激烈的抗议活动。2008年2月19日，新体育场的选址被最终确定在欧罗巴克莱塞尔附近。该体育场方位比起此前的规划向南迁移了800米，以获得必要的连续空间。该体育场造价约为4500万欧元，此外球队还必须支付最高可达1500万欧元的额外发展建设费用和建筑用地购买费。

## 位置
美瓦竞技场位于美因茨新建的应用科学大学和大学园区附近的布雷岑海姆地区。该体育场的方位作为“城市的门户（Tor zur Stadt）”区域可以方便的通过出租车或公交车抵达。当地还计划兴建连接体育场到约翰内斯·古腾堡大学和美因茨应用科技大学的有轨电车线路。在任何情况下，萨尔大街沿线公车站提供的巴士服务可以确保连接至美因茨火车总站，而一座穿越科布伦茨大街的行人天桥则可连接到大学园区。

## 容量和使用
美瓦竞技场可以容纳33500名观众，将用于承办足球比赛和其它大型活动用途。体育场内设有一个2000平方米商务俱乐部，拥有40米宽的透明玻璃以及一个200平方米的露台。场内还有一间全年开放的[餐厅，它同样也是面向比赛场地的。该体育场不会承办大型音乐活动，以避免对附近居民产生的巨大噪音
。

## 数据
- 观众容量：34,034[6]
- 国际容量：26,600
- 主队观众席：15,600坐席及11,650站席
- 客队观众席：1,100坐席及2,150站席
- 包厢席：650
- 商务席：2,100
- 残疾人席：90
- 媒体席：160
- 扩建储备：2,500席
- 主队更衣室：340平方米
- 客队更衣室：190平方米

## 冠名权
体育场未来数年内的冠名权由总部设于美因茨的信贷保险公司德国科法斯获得。该公司自2007/2008赛季起成为美因茨05的赞助商之一。